# Temporada do Atlético Petróleos de Luanda de 2016–17

## Esquadrão Informações

### Os jogadores[1]
| No.         | Nick         | Name                              | Nat                            | Pos         | Date of Birth (Age)                        |
| Goalkeepers | Goalkeepers  | Goalkeepers                       | Goalkeepers                    | Goalkeepers | Goalkeepers                                |
| ----------- | ------------ | --------------------------------- | ------------------------------ | ----------- | ------------------------------------------ |
| 1           | Lamá         | Luís Maimona João                 | Angola                         | –           | (1981-02-01)1 de fevereiro 1981 (35 anos)  |
| 22          | Gerson       | Gerson Bruno da Costa Barros      | Angola                         | –           | (1987-04-01)1 de abril 1987 (29 anos)      |
| 30          | Benvindo     | Nsianfumu Benvindo Afonso         | Angola                         | –           | (1996-06-06)6 de junho 1996 (20 anos)      |
| Defenders   |              |                                   |                                |             |                                            |
| 2           | Mira         | Daniel João Zongo Macuenho        | Angola                         | LB          | (1991-02-12)12 de fevereiro 1991 (25 anos) |
| 3           | Ary          | Ariclene Assunção Oliveira        | Angola                         | LB          | (1992-08-06)6 de agosto 1992 (24 anos)     |
| 4           | Maludi       | Maludi Francisco Caxala           | Angola                         | CB          | (1993-06-12)12 de junho 1993 (23 anos)     |
| 7           | Etah (c)     | Michael Ntui Etah                 | Camarões                       | CB          | (1984-05-15)15 de maio 1984 (32 anos)      |
| 13          | Miguel       | Miguel Geraldo Quiame             | Angola                         | LB          | (1991-09-17)17 de setembro 1991 (25 anos)  |
| 15          | Wilson       | Wilson Pinto Gaspar do Carmo      | Angola                         | CB          | (1990-09-29)29 de setembro 1990 (26 anos)  |
| 21          | Mabiná       | José Pedro Alberto                | Angola                         | RB          | (1983-08-02)2 de agosto 1983 (33 anos)     |
| 25          | Abdul        | António Nzayinawo                 | Angola                         | LB          | (1994-03-07)7 de março 1994 (22 anos)      |
| Midfielders |              |                                   |                                |             |                                            |
| 5           | Élio         | Élio Wilson Costa Martins         | Angola                         | CM          | (1987-12-20)20 de dezembro 1987 (29 anos)  |
| 6           | Francis      | Francisco Marta Agostinho da Rosa | Angola                         | MF          | (1993-08-15)15 de agosto 1993 (23 anos)    |
| 8           | Chara        | Fernando Agostinho da Costa       | Angola                         | CM          | (1981-10-10)10 de outubro 1981 (35 anos)   |
| 10          | Manguxi      | Augusto António Domingos Quibeto  | Angola                         | RW          | (1991-11-27)27 de novembro 1991 (25 anos)  |
| 14          | Mateus       | Mateus Gaspar Domingos            | Angola                         | RW          | (1993-08-20)20 de agosto 1993 (23 anos)    |
| 17          | Diógenes     | Diógenes Capemba João             | Angola                         | CM          | (1997-01-01)1 de janeiro 1997 (19 anos)    |
| 18          | Herenilson   | Herenilson Caifalo do Carmo       | Angola                         | CM          | (1996-05-23)23 de maio 1996 (20 anos)      |
| 20          | Duarte       | Duarte Jorge Gomes Duarte         | Portugal                       | RM          | (1987-08-27)27 de agosto 1987 (29 anos)    |
| 23          | Balacai      | Evaristo Maurício Pascoal         | Angola                         | LW          | (1995-08-13)13 de agosto 1995 (21 anos)    |
| 24          | Mavambu      | Mavambu João Afonso Baptista      | Angola                         | MF          | (1996-07-27)27 de julho 1996 (20 anos)     |
| 26          | Tiago Azulão | Tiago Lima Leal                   | Brasil                         | MF          | (1988-03-26)26 de março 1988 (28 anos)     |
| Forwards    |              |                                   |                                |             |                                            |
| 9           | Fabrício     | Fabrício Santos Simões            | Brasil                         | –           | (1984-12-23)23 de dezembro 1984 (32 anos)  |
| 11          | Job          | Ricardo Job Estévão               | Angola                         | RW          | (1987-09-27)27 de setembro 1987 (29 anos)  |
| 16          | Carlinhos    | Carlos Sténio do Carmo            | Angola                         | –           | (1995-03-19)19 de março 1995 (21 anos)     |
| 19          | Jiresse      | Mawiya Tutona Jiresse             | República Democrática do Congo | –           | (1992-05-07)7 de maio 1992 (24 anos)       |

### Por empréstimo
| Não. | Nick   | Nome                    | Nat    | Pos | Data de Nascimento (Idade)             | Para                  | Janela  |
| ---- | ------ | ----------------------- | ------ | --- | -------------------------------------- | --------------------- | ------- |
| 4    | Maludi | Maludi Francisco Caxala | Angola | CB  | (1993-06-12)12 de junho 1993 (23 anos) | O Desportivo Da Huíla | Inverno |

### Transferências
| No. | Nick     | Name                          | Nat    | Pos | Date of Birth (Age)                       | To                 | Window |
| --- | -------- | ----------------------------- | ------ | --- | ----------------------------------------- | ------------------ | ------ |
| 27  | Jo       | –                             | Angola | FW  | –                                         | n/a                | Summer |
| 18  | Mabululu | Agostinho Cristóvão Paciência | Angola | FW  | (1989-09-10)10 de setembro 1989 (27 anos) | Interclube         | Summer |
| 25  | Tomé     | Tomé Osvaldo Alberto          | Angola | DF  | –                                         | n/a                | Summer |
| 4   | Vado     | Osvaldo P.J. Kitenga          | Angola | DF  | (1993-05-20)20 de maio 1993 (23 anos)     | Primeiro de Agosto | Summer |

| No. | Nick         | Name                        | Nat    | Pos | Date of Birth (Age)                       | From           | Window |
| --- | ------------ | --------------------------- | ------ | --- | ----------------------------------------- | -------------- | ------ |
| 5   | Élio         | Élio Wilson Costa Martins   | Angola | MF  | (1987-12-20)20 de dezembro 1987 (29 anos) | Kabuscorp      | Summer |
| 9   | Fabrício     | Fabrício Santos Simões      | Brasil | FW  | (1984-12-23)23 de dezembro 1984 (32 anos) | Benfica Luanda | Summer |
| 18  | Herenilson   | Herenilson Caifalo do Carmo | Angola | MF  | (1996-05-23)23 de maio 1996 (20 anos)     | Junior team    | Summer |
| 26  | Tiago Azulão | Tiago Lima Leal             | Brasil | MF  | (1988-03-26)26 de março 1988 (28 anos)    | Mogi Mirim     | Winter |

### Pessoal
| Name             | Nationality     | Position(s)       | Date of Birth (Age)                       |
| Technical staff  | Technical staff | Technical staff   | Technical staff                           |
| ---------------- | --------------- | ----------------- | ----------------------------------------- |
| Beto Bianchi     | Brasil          | Head Coach        | (1966-11-06)6 de novembro 1966 (50 anos)  |
| Flávio Amado     | Angola          | Assistant Coach   | (1979-12-30)30 de dezembro 1979 (37 anos) |
| Jaime Silva Nejó | Angola          | Assistant Coach   | –                                         |
| Adriano Soares   | Brasil          | Goalkeeper Coach  | –                                         |
| Medical          |                 |                   |                                           |
| Nelson Bolivar   | Angola          | Physician         | –                                         |
| Maurício Marques | Brasil          | Physio            | –                                         |
| Ramiro José      | Angola          | Masseur           | –                                         |
| Management       |                 |                   |                                           |
| Tomás Faria      | Angola          | Chairman          | –                                         |
| Chico Afonso     | Angola          | Vice-Chairman     | –                                         |
| Sidónio Malamba  | Angola          | Head of Foot Dept | –                                         |

## Liga[2]

### Resultados

#### Resultados visão geral
Win
      Draw
      Loss
| Equipa                  | Casa pontuação | Longe de pontuação |
| ----------------------- | -------------- | ------------------ |
| 4 de Abril FC           | Por 1-0        | Por 1-0            |
| Académica do Lobito     | Por 1-0        | 0-2                |
| Progresso da L. S.      | Por 1-0        | 2-2                |
| Recreativo da Caála     | 1-1            | 2-1                |
| Recreativo fazer Libolo | 1-1            | 1-1                |
| Sagrada Esperança       | Por 3-0        | 0-1                |
| Porcelana FC            | Por 1-0        | Por 1-0            |
| O Desportivo da Huíla   | 2-0            | 0-0                |
| Primeiro de Maio        | 3-1            | 2-0                |
| Kabuscorp               | Por 1-0        | Por 1-0            |
| Interclube              | 1-2            | 2-1                |
| ASA                     | Por 3-0        | 0-0                |
| Progresso do Sambizanga | Por 1-0        | 2-0                |
| Benfica de Luanda       | 2-0            | 0-0                |
| Primeiro de Agosto      | Por 1-0        | 0-1                |

### Correspondência Detalhes[3][4]
| Sun, 21 Feb 2016 1.1 | Petro Atlético                           | 1–0       | 4 de Abril FC           | 11 de Novembro, Luanda                                              |  |
| 18:00 WAT (UTC+01)   | Chara 39' · Balacai 54' · Herenilson 67' | Relatório | Matamba 36' Manucho 61' | Público: 4,000 Árbitro: António Caxala, Júlio Lemos, Wilson Ntyamba |  |

| Sun, 28 Feb 2016 1.2 | Académica Lobito             | 2–0 | Petro Atlético      | Estádio do Buraco, Lobito |  |
| 15:30 WAT (UTC+1)    | Nelito 42' · Kadú 53' (pen.) |     | Job 57' Jiresse 82' |                           |  |

| Sun, 6 Mar 2016 1.3 | Petro Atlético                                     | 1–0       | Progresso LS | 11 de Novembro, Luanda                                                |  |
| 18:00 WAT (UTC+1)   | Élio 65' · Carlinhos 81' · Wilson 85' · Miguel 86' | Relatório | {{{golos2}}} | Público: 1,500 Árbitro: Hélder Calenga, Feliciano Tchalo, Tongo Pitra |  |

| Sun, 13 Mar 2016 1.4 | Rec da Caála | 1–2       | Petro Atlético                                           | Mártires da Canhala, Caála                                                |  |
| 16:00 WAT (UTC+1)    | Landry 77'   | Relatório | Mabiná 16' · Gerson 20' · Herenilson 48' · Mira 18', 62' | Público: 10,000 Árbitro: José Álvaro, Rosário Catombela, Pedro Nguelangue |  |

| Sat, 2 Apr 2016 1.6 | Sagrada Esperança                                  | 1–0       | Petro Atlético               | Sagrada Esperança, Dundo                                        |  |
| 15:00 WAT (UTC+1)   | Rolli 23' · Miguel 32' 90+2' · Love 36' · Yuri 59' | Relatório | Chara 8' Élio 29' Miguel 53' | Árbitro: Rodrigues Aleixo, Paulo Van-Dúnem, Nicodemos Calembela |  |

| Sat, 9 Apr 2016 1.7 | Petro Atlético                 | 1–0       | Porcelana FC | 11 de Novembro, Luanda                                                |  |
| 18:00 WAT (UTC+1)   | Carlinhos 20' 67' · Mateus 40' | Relatório | Djamini 50'  | Público: 2,000 Árbitro: Nuno Eduardo, Manuel Benguela, Nilton Almeida |  |

| Wed, 13 Apr 2016 1.5 | Petro Atlético                                                         | 1–1       | Rec do Libolo             | 11 de Novembro, Luanda                                                |  |
| 16:00 WAT (UTC+1)    | Balacai 55' · Herenilson 65' · Diógenes 75' · Miguel 83' · Jiresse 84' | Relatório | Edy Boyom 30' · Danny 80' | Público: 5,000 Árbitro: Osvaldo Felix, José Felix, Sebastião da Silva |  |

| Mon, 18 Apr 2016 1.8 | Desportivo Huíla       | 0–0       | Petro Atlético | Ferrovia, Lubango                                                          |  |
| 15:30 WAT (UTC+1)    | Chiwe 53' Cassinda 78' | Relatório | {{{golos2}}}   | Público: 7,000 Árbitro: Mário de Oliveira, Domingos Francisco, Luís Mateus |  |

| Sat, 23 Apr 2016 1.9 | Petro Atlético                                                                             | 3–1       | 1º de Maio                            | 11 de Novembro, Luanda                                                         |  |
| 18:00 WAT (UTC+1)    | Wilson 31' · Carlinhos 36' · Chara 39' · Mateus 45' · Job 45+1' (pen.) · Muenho 59' (o.g.) | Relatório | Massinga 61' · Muenho 78' · Edson 90' | Público: 5,000 Árbitro: Romualdo Balatazar, Gerson Emiliano, Estanislau Guedes |  |

| Fri, 29 Apr 2016 1.10 | Kabuscorp                 | 0–1       | Petro Atlético                          | Cidadela, Luanda                                                         |  |
| 16:00 WAT (UTC+1)     | Mpele Mpele 88' Bruno 90' | Relatório | Wilson 29' · Balacai 37' · Diógenes 55' | Público: 7,000 Árbitro: Pedro dos Santos, Pedro Fumba, Domingos Cordeiro |  |

| Sat, 7 May 2016 1.11 | Petro Atlético       | 1–2       | Interclube                                     | Coqueiros, Luanda                                                    |  |
| 18:00 WAT (UTC+1)    | Abdul 44' · Etah 47' | Relatório | Rico 20' 35' · Valdez 72' · Paz 77' · Moco 90' | Público: 5,000 Árbitro: António Dungula, Tito Capingala, José Siliya |  |

| Sun, 15 May 2016 1.12 | ASA          | 0–0 | Petro Atlético | Coqueiros, Luanda |  |
| 18:00 WAT (UTC+1)     | Minguito 17' |     | Job 67'        |                   |  |

| Sat, 21 May 2016 1.13 | Progresso Sambizanga | 0–2       | Petro Atlético                          | Cidadela, Luanda                                                          |  |
| 15:30 WAT (UTC+1)     | Gérard 35'           | Relatório | Wilson 45' 62' · Etah 59' · Jiresse 88' | Público: 2,000 Árbitro: António Caxala, Wilson Ntiamba, Estanislau Guedes |  |

| Sun, 29 May 2016 1.14 | Petro Atlético                                    | 2–0       | Benfica Luanda | 11 de Novembro, Luanda                                                |  |
| 18:00 WAT (UTC+1)     | Manguxi 6' · Diógenes 19' · Ary 36' · Jiresse 68' | Relatório | Élber 84'      | Público: 1,000 Árbitro: Hélder Martins, Júlio Lemos, Joaquim da Rocha |  |

| Sat, 11 Jun 2016 1.15 | 1º de Agosto                                  | 1–0       | Petro Atlético                 | 11 de Novembro, Luanda                                                 |  |
| 18:00 WAT (UTC+1)     | Isaac 3' · Paizo 44' · Sargento 60' · Buá 79' | Relatório | Jiresse 42' Job 64' Wilson 75' | Público: 15,000 Árbitro: Osvaldo Felix, Sebastião da Silva, José Felix |  |

| Tue, 12 Jul 2016 2.1 | 4 de Abril FC | 0–1       | Petro Atlético                                 | Estádio Municipal, Menongue                                           |  |
| 15:00 WAT (UTC+1)    | Campos 20'    | Relatório | Job 11' · Etah 30' · Herenilson 60' · Mira 90' | Público: 3,000 Árbitro: Nuno Eduardo, Manuel Benguela, Oldair Armando |  |

| Sun, 17 Jul 2016 2.2 | Petro Atlético | 1–0       | Académica Lobito                  | 11 de Novembro, Luanda                                                 |  |
| 18:00 WAT (UTC+1)    | Diógenes 65'   | Relatório | Higino 23' Osório 62' Ibraime 83' | Público: 2,000 Árbitro: José Maxia, Evanildo Martins, Joaquim da Rocha |  |

| Sat, 23 Jul 2016 2.3 | Progresso LS                                          | 2–2       | Petro Atlético                  | Mangueiras, Saurimo                                                    |  |
| 15:00 WAT (UTC+1)    | René 51' · Mauro 57' · Wilson 90+3' · Mongo 43' 90+4' | Relatório | Azulão 8' 17' · Miguel 21', 82' | Público: 7,000 Árbitro: Benjamim Andrade, Bernabé Ngulo, Judith Mestre |  |

| Sat, 30 Jul 2016 2.4 | Petro Atlético | 1–1       | Rec da Caála | 11 de Novembro, Luanda                                                |  |
| 18:00 WAT (UTC+1)    | Azulão 88'     | Relatório | Landry 50'   | Público: 2,000 Árbitro: Armando da Silva, Miguel Luvumbo, Manuel Lobe |  |

| Sun, 7 Aug 2016 2.5 | Rec do Libolo | 1–1 | Petro Atlético | Estádio de Calulo, Calulo |  |
| 15:00 WAT (UTC+1)   | Kaya 65'      |     | Francis 37'    | Árbitro: António Caxala   |  |

| Sat, 13 Aug 2016 2.6 | Petro Atlético                                | 3–0       | Sagrada Esperança   | 11 de Novembro, Luanda                                           |  |
| 18:00 WAT (UTC+1)    | Fabrício 14' 66' · Azulão 50' 90+2' · Job 63' | Relatório | Tresor 40' Joka 52' | Público: 1,000 Árbitro: José Maxia, Joaquim Rocha, Rosário Pedro |  |

| Sun, 21 Aug 2016 2.7 | Porcelana FC  | 0–1       | Petro Atlético         | Santos Dinis, Ndalatando                                              |  |
| 15:00 WAT (UTC+1)    | Makuntima 90' | Relatório | Azulão 8' · Wilson 45' | Público: 6,000 Árbitro: Nuno Eduardo, Manuel Benguela, Nilton Armando |  |

| Sat, 10 Sep 2016 2.8 | Petro Atlético | 2–0       | Desportivo Huíla | 11 de Novembro, Luanda                                               |  |
| 18:00 WAT (UTC+1)    | Job 18' 54'    | Relatório | {{{golos2}}}     | Público: 1,500 Árbitro: António Dungula, Tito Capingala, José Siliya |  |

| Sun, 16 Sep 2016 2.9 | 1º de Maio                            | 0–2       | Petro Atlético                                   | Edelfride Costa, Benguela                                    |  |
| 15:00 WAT (UTC+1)    | Bugo Jazz 24', 54' Dino 33' Edson 80' | Relatório | Azulão 34' (pen.) · Manguxi 62' · Job 73' (pen.) | Árbitro: Hélder Calenga, Rosário Calembela, Pedro Nguelengue |  |

| Sat, 24 Sep 2016 2.10 | Petro Atlético                                 | 1–0       | Kabuscorp | 11 de Novembro, Luanda                                                |  |
| 18:00 WAT (UTC+1)     | Ary 22' · Wilson 29' · Mabiná 65' · Azulão 87' | Relatório | Bruno 86' | Público: 15,000 Árbitro: João Ngoma, Luís Sá Miranda, Orlando Pimenta |  |

| Sat, 9 Oct 2016 2.11 | Interclube                  | 1–2 | Petro Atlético                               | 22 de Junho, Luanda                                                    |  |
| 15:00 WAT (UTC+1)    | Moco 57' 73' · Pirolito 85' |     | Fabrício 7' 50' 51' · Mira 50' · Manguxi 61' | Público: 8,000 Árbitro: Benjamin Andrade, Barnabé Ngulo, Judith Mestre |  |

| Sat, 15 Oct 2016 2.12 | Petro Atlético                                        | 3–0 | ASA                  | 11 de Novembro, Luanda                              |  |
| 16:00 WAT (UTC+1)     | Francis 13' · Carlinhos 46' · Fabrício 62' · Élio 72' |     | 11' Gerry 23' Guelor | Árbitro: António Caxala, Júlio Lemos, Rosário Pedro |  |

| Sun, 23 Oct 2016 2.13 | Petro Atlético        | 1–0       | Progresso                    | 11 de Novembro, Luanda                                                         |  |
| 15:30 WAT (UTC+01:00) | Azulão 50' · Élio 75' | Relatório | 20' Luís 27' Nyamé 35' Ndieu | Público: 7,000 Árbitro: Rodrigues Aleixo, Nicodemos Calembela, Paulo Van-Dúnem |  |

| Sat, 29 Oct 2016 2.14 | Benfica Luanda                          | 0–0       | Petro Atlético | Coqueiros, Luanda                                                       |  |
| 15:30 WAT (UTC+01:00) | Gomito II 61' Debele 68' Fernando 90+3' | Relatório | 65' Herenilson | Público: 5,000 Árbitro: Pedro dos Santos, Pedro Futa, Domingos Cordeiro |  |

| Sat, 05 Nov 2016 2.15 | Petro Atlético                                         | 1–0       | 1º de Agosto | 11 de Novembro, Luanda                                                |  |
| 15:30 WAT (UTC+1)     | Herenilson 31' · Azulão 33' · Carlinhos 58' · Mira 72' | Relatório | 78' Fissy    | Público: 20,000 Árbitro: Paulo Talaia, Ricardo Rangel, Ivanildo Lopes |  |

## FESA Torneio

### Da fase preliminar
| Sat, 27 Aug 2016  | Petro Atlético                           | 0–2       | 1º de Agosto                                                                | Coqueiros, Luanda                                                       |  |
| 15:00 WAT (UTC+1) | Francis 20' Lamá 35' Élio 44' Miguel 58' | Relatório | Diakité 12' · Geraldo 35' (pen.) · Ibukun 45' · Etah 54' (o.g.) · Paizo 83' | Público: 7,000 Árbitro: Aílton Carmelino, Ivanildo Lopes, Ismael Leitão |  |

### 3º jogo
| Sun, 28 Aug 2016  | Petro Atlético | 1–0       | Progresso    | Coqueiros, Luanda                                                       |  |
| 15:00 WAT (UTC+1) | Fabrício 29'   | Relatório | {{{golos2}}} | Público: 5,000 Árbitro: Pedro dos Santos, Adão da Silva, Ordreia Miguel |  |

## Taça De Angola

### 1/16
| Wed, 27 Jul 2016              | J.G.M.      | 1–1 (pro.) (3–4 pen.) | Petro Atlético | Kurikutelas, Huambo                                                        |  |
| 16:00                         | Kilombo 28' | Relatório             | Azulão 11'     | Público: 4,000 Árbitro: Pedro dos Anjos, Domingos Francisco, Félix António |  |
|                               |             | Penalidades           |                |                                                                            |  |
| Kilombo ? Adilson Lobato Rafa |             | Ary Etah Mira Azulão  |                |                                                                            |  |

### Quartas-de-final
| Tue, 6 Sep 2016 | Académica Lobito | 0–3 | Petro Atlético                              | Lobito                                                                            |  |
| 15:00           | Lourenço 28'     |     | Duarte · Mateus 29' · Job 66' · Balacai 70' | Estádio: Estádio do Buraco Árbitro: António Caxala, Wilson Ntyamba, Rosário Pedro |  |

### Semi-finais
| Sun, 2 Oct 2016 | Rec Libolo                                              | 2–1       | Petro Atlético         | Calulo                                                                                                   |  |
| 15:00           | Erivaldo 54' · Phellype 56' · Natael 64' · Manaia 90+3' | Relatório | 7' 70' Job · 51' Abdul | Estádio: Estádio de Calulo Público: 5,000 Árbitro: Romualdo Baltazar, Jerson Emiliano, Rosário Calembela |  |

 Ronaldo Carlos Nado

## Melhores marcadores
| Rank | Name      | League | League | Cup  | Cup   | Total |
| Rank | Name      | Apps   | Goals  | Apps | Goals | Goals |
| ---- | --------- | ------ | ------ | ---- | ----- | ----- |
| 1    | Azulão    | 9      | 2      | 1    | 10    |       |
| 2    | Job       | 5      | 2      | 7    |       |       |
| 3    | Fabrício  | 5      | 5      |      |       |       |
| 4    | Carlinhos | 4      | 4      |      |       |       |
| 5    | Diógenes  | 3      | 3      |      |       |       |
| 6    | Wilson    | 2      | 2      |      |       |       |